# Heteropoda dagmarae
Heteropoda dagmarae é uma espécie de aranha da família Sparassidae, de grande dimensão.

## Achado e descrição
A espécie foi descrita pela primeira vez pelo naturalista Peter Jaeger em 2005, e habita unicamente no centro e norte do Laos.
É noturna e vive em florestas. Caça emboscando a presa a partir de arbustos ou árvores, cerca de 2 a 4 m acima do chão. Só foi registada como nova espécie em 2005.